# Пейдж, Джой
Джой Пейдж (англ. Joy Paige, 9 ноября 1924 — 18 апреля 2008) — американская актриса.
Родилась в семье актёра немого кино Дона Альварадо и дочери еврейских иммигрантов из России Энн Бояр. В 1932 году её родители развелись, и Пейдж осталась с матерью, которая в 1936 году вышла замуж за главу «Warner Bros.» Джека Л. Уорнера. Он не поощрял желание Пейдж стать актрисой и на её дебютную роль в картине «Касабланка» студия «Warner Bros.» утвердила её неохотно. После этого фильма Пейдж ни разу не снялась в картинах отчима, работая в основном впоследствии на телевидении.
В 1945 году Пейдж вышла замуж за актёра Уильяма Т. Орр, который вскоре стал исполнительным директором компании «Warner Bros.», что привело к обвинениям в кумовстве. В 1959 году актриса завершила свою карьеру, посвятив себя воспитанию троих детей. Их брак с Ором продолжился до развода в 1970 году. Джой Пейдж скончалась от осложнений, вызванных инсультом и пневмонией, в Лос-Анджелесе в возрасте 83 лет и была похоронена на кладбище Голливуд-Хилс.